# 友成純一
友成 純一（ともなりじゅんいち、1954年（昭和29年）9月28日 - 2024年（令和6年）7月23日）は、日本の小説家、コラムニスト、映画評論家。
福岡県出身。早稲田大学政治経済学部卒業。大学在学中の1977年に「透明人間の定理 リラダンについて」で幻影城新人賞評論部門に佳作入選。その後スーパー変態マガジン『Billy』（白夜書房）にて1981年9月号から1984年8月号にかけて「人獣裁判」を連載する。これがSM雑誌の編集者の目に留まり、1985年に「肉の儀式」（ミリオン出版）で小説家デビュー。官能的でバイオレントな作風が注目を浴びる。
映画秘宝をはじめ、映画系の著作も発表する一方で、変態小説やホラー小説なども手掛ける。趣味はスキューバ・ダイビング。
1989年から2年間ロンドンで暮らす。
2018年時点ではバリ島と日本を半在住する生活を送っている。日本推理作家協会会員。日本SF作家クラブ会員。変格ミステリ作家クラブ会員。
2024年7月24日、当人のX（旧Twitter）アカウントにて、前日に死去したことが公表された。それによると、遺体は献体されたため、葬儀は行われなかった。
書評家・編集者の福本直美は一度目の結婚時の妻でワセダミステリクラブでの同期でもあった、その後、二度目、三度目の結婚をしていた。

## 作品

### 小説
- 肉の儀式（ミリオン出版 スナイパーノベルス）1985/10/15 ISBN 4-88672-637-2
- 凌辱の魔界（二見書房マドンナメイト文庫）1985/12/30 ISBN 978-4-576-85084-9
- 獣儀式（二見書房マドンナメイト文庫）1986/3/10 ISBN 4-576-86016-X
- 肉の天使（ミリオン出版 スナイパーノベルス）1986/11/05 ISBN 4-88672-652-6
- 人獣裁判（奇想天外ノベルス）1987/5 ISBN 978-4803311266
- 樹夢 - グリーン・ドリーム（幻狼ファンタジアノベルス）
- 狂鬼降臨（出版芸術社）
- 獣儀式（幻冬舎アウトロー文庫）
- 凌辱の魔界（幻冬舎アウトロー文庫）
- 『内臓幻想』ペヨトル工房 (ウル叢書) 1993/4 ISBN 978-4893421920
- 覚醒者（光文社文庫）
- 黄金竜伝説（ハヤカワ文庫JA）1996/5 ISBN 978-4150305512
- ストーカーズ（ハルキ・ホラー文庫）
- 妖少女ラルヴァ生贄（ピラミッド社 ピラミッド文庫）
- 黒魔館の惨劇（光文社文庫)
- 無頼漢（フタバノベルス）
- 狼男の逆襲（扶桑社ミステリー）
- 土竜の聖杯シリーズ（廣済堂ブルーブックス）
  - 聖獣都市
  - 凶殺都市
  - 獣神都市
- 宇宙船ヴァニスの歌シリーズ（フタバノベルス）
  - 宇宙船ヴァニスの歌
  - 恐怖の暗黒魔王
  - 血飛沫電脳世界
  - 戦闘娼妓伝
- 淫獣軍団シリーズ（天山出版 天山ノベルス）
  - 淫獣軍団 凌辱都市1998
  - 淫獣軍団(2) 爆殺都市
  - 淫獣軍団(3) 地底王国
- 怪獣シリーズ（講談社ノベルス）
  - 放射能獣‐X 1988年（昭和63年） ISBN 406181379X
  - インカからの古代獣Ⅴ
  - ネッシー殺人事件 1991年（平成3年）
- 女戦士・フレア伝シリーズ（勁文社 ケイブンシャノベルス）
  - 邪神殿の少女 1990年（平成2年） ISBN 9784766912234
  - 絶海の黄金郷 1990年（平成2年） ISBN 9784766912951
  - 虚空の要塞島 1991年（平成3年） ISBN 9784766914351

### 翻訳
- 恐怖の都・ロンドン（スティーブ・ジョーンズ、ちくま文庫）
- 鍵穴から覗いたロンドン（スティーブ・ジョーンズ、ちくま文庫）
- 罪と監獄のロンドン（スティーブ・ジョーンズ、ちくま文庫）

### コラム・エッセイ
- 人間・廃業・宣言 - 世紀末映画メッタ斬り（映画秘宝COLLECTION (29)） - 「S-Fマガジン」連載
- 色単 - 現代色単語辞典
- 達人のロンドン案内（新潮OH!文庫）

### アンソロジー収録作
- 地の底の哄笑 - 学研『クトゥルー怪異録』1994年
- アドレス不明（『異形コレクション ラヴ・フリーク』収録 1998年1月 廣済堂文庫）
- 平成都市伝説 - ホラーセレクション
- ゴースト・ハンターズ - ホラーセレクション